# UFC on FOX 28
UFC on FOX 28: Emmett vs. Stephens（ユーエフシー・オン・フォックス・トゥエンティーエイト：エメット・バーサス・スティーブンス）は、アメリカ合衆国の総合格闘技団体「UFC」の大会の一つ。2018年2月24日、フロリダ州オーランドのアムウェイ・センターで開催された。

## 大会概要
本大会ではジョシュ・エメットとジェレミー・スティーブンスによるフェザー級戦が組まれた。

## 試合結果

### アーリープレリム
第1試合 バンタム級 5分3R
○  マニー・バミューデス vs.  アルバート・モラレス ×
2R 2:33 ギロチンチョーク
第2試合 57.3kg契約 5分3R
○  アレックス・ペレス vs.  エリック・シェルトン ×
3R終了 判定3-0（30-27、30-27、30-27）
第3試合 バンタム級 5分3R
○  ハニ・ヤヒーラ vs.  ラッセル・ドーン ×
3R 2:32 肩固め
第4試合 ライトヘビー級 5分3R
○  サム・アルビー vs.  マルチン・プラチニオ ×
1R 4:23 KO（右ストレート）

### プレリミナリーカード
第5試合 ウェルター級 5分3R
○  アラン・ジョウバン vs.  ベン・ソーンダース ×
2R 2:38 KO（左ストレート）
第6試合 女子ストロー級 5分3R
○  アンジェラ・ヒル vs.  マリーナ・モロズ ×
3R終了 判定3-0（30-27、30-27、30-27）
第7試合 女子バンタム級 5分3R
○  マリオン・レノー vs.  サラ・マクマン ×
2R 3:40 三角絞め
第8試合 バンタム級 5分3R
○  ブライアン・ケレハー vs.  ヘナン・バラオン ×
3R終了 判定3-0（30-27、30-27、29-28）

### メインカード
第9試合 ウェルター級 5分3R
○  マックス・グリフィン vs.  マイク・ペリー ×
3R終了 判定3-0（29-27、29-27、30-27）
第10試合 ライトヘビー級 5分3R
○  イリル・ラティフィ vs.  オヴィンス・サンプルー ×
1R 3:48 スタンディングギロチンチョーク
第11試合 女子ストロー級 5分3R
○  ジェシカ・アンドラージ vs.  ティーシャ・トーレス ×
3R終了 判定3-0（29-27、29-28、29-28）
第12試合 フェザー級 5分5R
○  ジェレミー・スティーブンス vs.  ジョシュ・エメット ×
2R 1:35 KO（右フック→グラウンドの肘打ち）

### 各賞
ファイト・オブ・ザ・ナイト： アラン・ジョウバン vs. ベン・ソーンダース
パフォーマンス・オブ・ザ・ナイト： ジェレミー・スティーブンス、イリル・ラティフィ
各選手にはボーナスとして5万ドルが授与された。

### カード変更
負傷などによるカードの変更は以下の通り。